# 陶礼明
陶礼明（1953年8月21日—2016年6月1日），浙江嘉兴人。中央财经大学毕业。
曾长期担任国家邮政局储汇局局长。2007年3月20日中国邮政储蓄银行正式挂牌成立之后，任中国邮政储蓄银行行长。
2012年6月11日，中国邮政储蓄银行官网发了一则公告，确认时任邮储银行行长陶礼明因涉嫌个人经济问题，正在协助有关部门调查。2012年12月因涉嫌违规贷款、收受贿赂、非法集资等罪，正式批捕。
2014年10月29日至11月3日，河南省鹤壁市中级人民法院一审公开开庭审理了中国邮政储蓄银行原行长陶礼明涉嫌受贿、挪用公款一案，中邮储另外两名高管因涉嫌挪用公款、贪污与陶礼明一同受审。检察机关指控，2000年至2004年的5年间，陶礼明与两名同事、下属合谋，先后8次超发凭证式国债，累计超发国债共计4.2亿多元。其中，约3.4亿元国债资金挪用于炒股、投资理财，供个人牟利。截至案发，向中邮储国债专户回款共计3.6亿多元，还有4271.8万元未归还。此外，检察机关还指控陶礼明涉嫌贪污受贿共计人民币1534万元、美元99万元、欧元1万元。检方指控，陶礼明利用中邮储开展“新农村基层建设专项融资”业务，在明知一些专项融资项目不符合条件的情况下，仍批准办理融资业务，先后帮助江苏交通、湖南高速等6家融资客户融资109.5亿元。至案发前，陶礼明从融资客户分得好处费230万元。
2015年12月，一审判决无期徒刑。随后，陶礼明和同案的两位被告人，以及另外一桩关联案件的四位被告人，累计共七人先后提出了上诉。
2016年6月1日，在河南省鹤壁市看守所中去世，据信死于心脏病。
2016年6月中旬，陶礼明于河南省鹤壁市看守所死亡两周后，二审法院判决同案的一名被告挪用公款罪被处以15年有期徒刑，贪污罪由一审的15年有期徒刑改为12年，合并执行有期徒刑20年，剥夺政治权利2年，罚金200万元；同案另一名被告因挪用公款罪被处以有期徒刑5年。陶礼明本人则因死亡原因终止二审审理。